# George Paget Thomson
Pour les articles homonymes, voir George Thomson et Thomson.
George Paget Thomson (3 mai 1892 – 10 septembre 1975), est un physicien britannique, fils de Joseph John Thomson, lauréat du prix Nobel de physique en 1906.
Lui et Clinton Joseph Davisson sont colauréats du prix Nobel de physique de 1937 « pour leur découverte de la diffraction des électrons par les cristaux ».

## Biographie
Durant ses études, George Paget Thomson a pour ami et condisciple David Pinsent qu'il considère comme l' « esprit le plus brillant de ses années d'études ».
Thomson étudie les mathématiques et la physique au Trinity College, jusqu'au début de la Première Guerre mondiale en 1914. Il rejoint alors l'infanterie dans le Queen's Regiment of Infantry (en). Après un bref service en France, il travaille sur l'aérodynamique à Farnborough et ailleurs.
Après la guerre, Thomson suit les pas de son père en travaillant à Cambridge puis à Aberdeen. Il obtient lui aussi le prix Nobel de physique, en 1937 avec Clinton Joseph Davisson, pour sa participation à la confirmation expérimentale des propriétés ondulatoires des électrons. Là où son père avait vu l'électron comme une particule (et reçu le prix pour ses recherches), Thomson démontre que l'électron est sujet à la diffraction, comme une onde. Cette découverte confirme le principe de dualité onde-corpuscule proposé par Louis de Broglie en 1924.
À la fin des années 1930 et pendant la Seconde Guerre mondiale, Thomson se spécialise en physique nucléaire, se concentrant sur les applications militaires pratiques. Pendant la guerre, travaillant à l'Imperial College de Londres, il est ainsi le responsable anglais du projet Manhattan, c’est-à-dire le président de la commission des scientifiques anglais ayant participé à la mise au point la bombe atomique. Dans son laboratoire pendant la guerre, il y est réalisé la séparation, par la méthode de diffusion thermique, de l'isotope 235 de l'uranium. Thomson est aussi ensuite le président de la Commission technique de l'énergie atomique de l'ONU. Par la suite, il continue son travail en physique nucléaire, mais fait aussi des recherches en aérodynamique et écrit des textes sur la valeur de la science pour la société. Il reçoit la médaille Hughes en 1939 et la médaille royale en 1949.
Il est professeur à Imperial College London jusqu'en 1952.
En 1952, Thomson devient directeur du Corpus Christi College à Cambridge. En 1964, le College donna son nom au bâtiment George Thomson Building.
Il est fait chevalier le 2 juin 1943.

### Vie privée
En 1924, Thomson épouse Kathleen Buchanan Smith, fille de George Adam Smith. Ils eurent quatre enfants, deux fils et deux filles. Kathleen mourut en 1941.